# Capilla de la Resurrección Tultenco
La capilla de la Resurrección Tultenco es una edificación religiosa al sur del centro de la ciudad de México.

## Ubicación
Se encuentra en el callejón de la Resurrección, frente al callejón de los Canarios, ambos bastante estrechos y todavía salpicados de dos o tres casas antiguas. Una cuadra al norte está la antigua calzada de Jamaica, hoy Avenida del Taller-Eje 2 Sur, y una al oeste está la Calzada de la Viga. 

## Historia

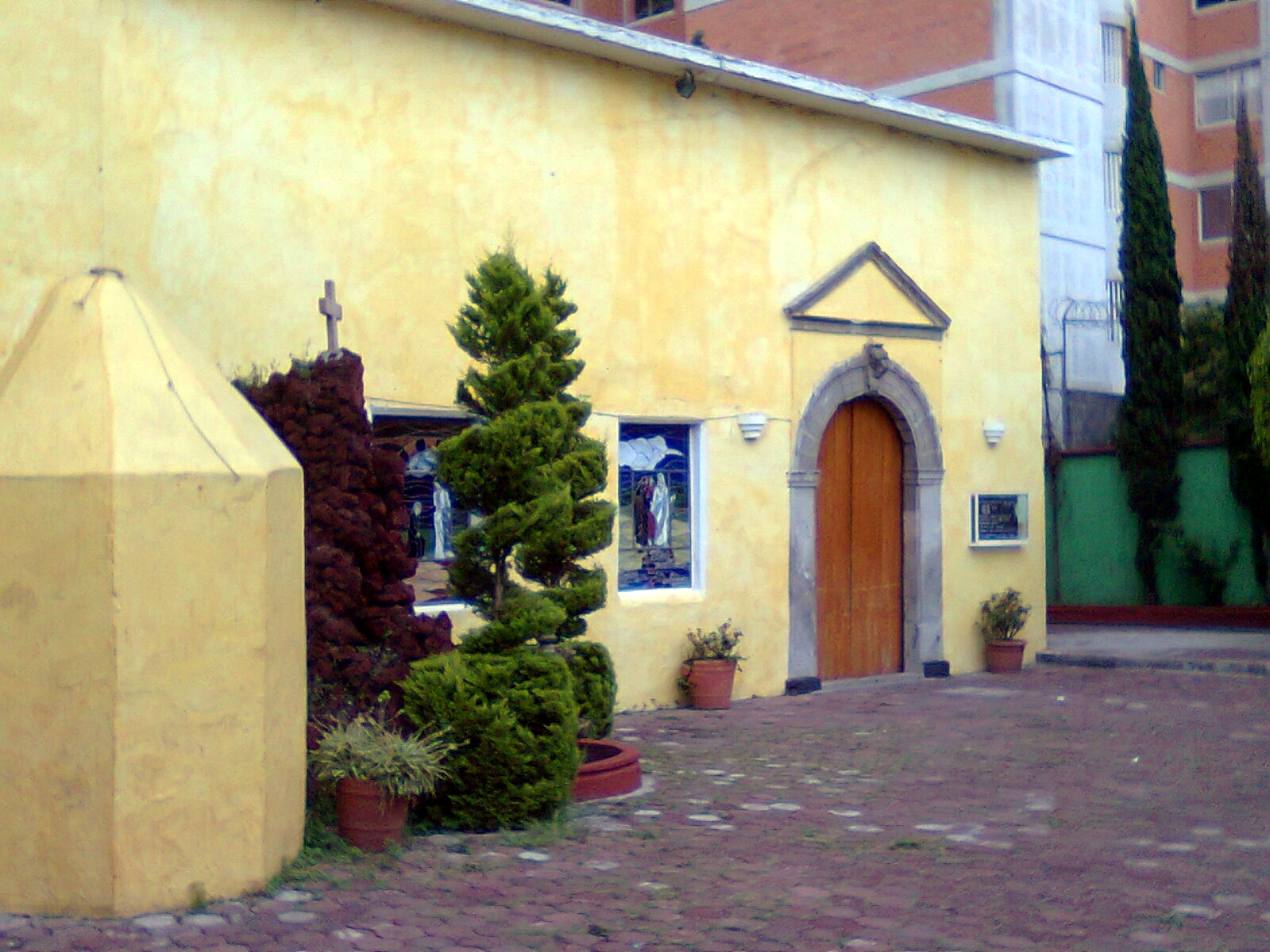
Entrada

Consta en el mapa de Carrera Stampa que la isla de Tultenco es una de las cinco islas primitivas en que se levantó después la ciudad de México, ubicada al lado sur de la misma. El barrio perteneció a la demarcación de Teopan, y si bien la isla original estaba ubicada entre las actuales calzadas de Tlalpan y de la Viga, con el crecimiento de la tierra firme el barrio de Tultenco pasó a ocupar ambas riberas del canal de la Viga.
Tras la conquista y despoblación de la ciudad, el barrio de Tultenco se vio fuertemente reducido en su población e importancia, al punto de que se convirtió en un villorrio que quedaba fuera de la población. A ambas riberas del canal de la Viga se construyeron tres capillas para la atención de los residentes: la de San Francisquito, la de Santa Crucita y la de La Resurrección. La poca importancia del pueblo se nota en que no aparece en nigún mapa levantado de la ciudad sino hasta el siglo XX, en que ya existían colonias como la de los Doctores y la Obrera que obligaron a hacer aparecer el rumbo en los mapas. Hoy ya no es pueblo ni barrio, sino parte de la colonia Artes Gráficas.

## Descripción
Es quizás una de las construcciones más extrañas de toda la ciudad dada su curiosa configuración. A diferencia de casi todas las demás capillas de esta categoría, no tiene una fachada con campanario, todo lo contrario. Si bien sí es de planta cruciforme, no tiene fachada al frente, sino sólo una humilde puerta en la fachada lateral. El campanario está casi separado del cuerpo principal de la iglesia, y se ven indicios de que en realidad está inconcluso; es de finales del siglo XVII. Está hecha de adobe.

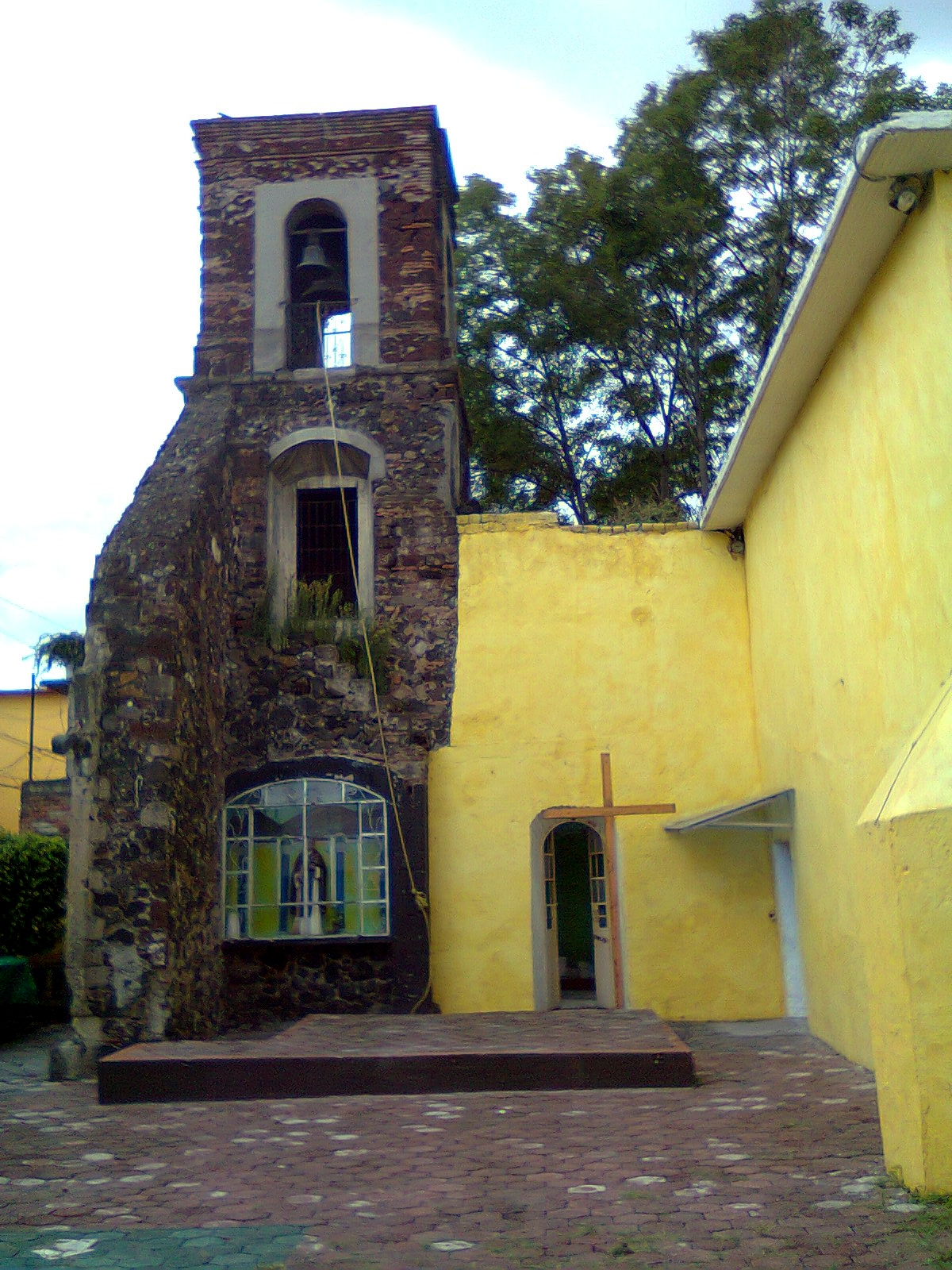
Campanario